# Jean-Luc Ettori
Jean-Luc Ettori (nacido el 29 de julio de 1955) es un exfutbolista francés, que jugaba como arquero. Jugó toda su carrera en el club francés Mónaco. Participó con la selección de Francia en el Mundial de 1982. Cabe destacar que es el segundo jugador con más partidos en la historia de la liga francesa con 602 partidos en Primera División, sumando un total de 755 partidos jugados con el Mónaco.